# Atletismo nos Jogos Pan-Americanos de 2003
O atletismo nos Jogos Pan-Americanos de 2003 foi realizado em Santo Domingo, República Dominicana, entre 5 a 9 de agosto de 2003. 

## Medalhistas
Masculino
| Evento                              | Ouro                                                                       | Ouro     | Prata                                                                       | Prata    | Bronze                                                                            | Bronze   |
| ----------------------------------- | -------------------------------------------------------------------------- | -------- | --------------------------------------------------------------------------- | -------- | --------------------------------------------------------------------------------- | -------- |
| 100 metros detalhes                 | Michael Frater JAM Jamaica                                                 | 10.21    | Mardy Scales USA Estados Unidos                                             | 10.22    | Anson Henry CAN Canadá                                                            | 10.30    |
| 200 metros detalhes                 | Kenneth Brokenburr USA Estados Unidos                                      | 20.42    | Christopher Williams JAM Jamaica                                            | 20.54    | André Domingos BRA Brasil                                                         | 20.68    |
| 400 metros detalhes                 | Mitch Potter USA Estados Unidos                                            | 45.11    | Yeimer López CUB Cuba                                                       | 45.13    | Alleyne Francique GRD Granada                                                     | 45.51    |
| 800 metros detalhes                 | Achraf Tadili CAN Canadá                                                   | 1:45.05  | Osmar dos Santos BRA Brasil                                                 | 1:45.64  | Fabiano Peçanha BRA Brasil                                                        | 1:46.39  |
| 1500 metros detalhes                | Hudson de Souza BRA Brasil                                                 | 3:45.72  | Michael Stember USA Estados Unidos                                          | 3:46.31  | Grant Robison USA Estados Unidos                                                  | 3:46.68  |
| 5000 metros detalhes                | Hudson de Souza BRA Brasil                                                 | 13:50.71 | José David Galván MEX México                                                | 13:52.92 | Marílson Gomes dos Santos BRA Brasil                                              | 13:56.90 |
| 10000 metros detalhes               | Teodoro Vega MEX México                                                    | 28:49.38 | Marílson Gomes dos Santos BRA Brasil                                        | 28:49.48 | Dan Browne USA Estados Unidos                                                     | 29:06.23 |
| 4x100 metros detalhes               | Vicente Lenílson Édson Ribeiro André Domingos Claudinei Quirino BRA Brasil | 38.44    | Niconnor Alexander Marc Burns Ato Boldon Darrel Brown TRI Trinidad e Tobago | 38.53    | José César José Peña Luis Alexander Reyes Juan Pita CUB Cuba                      | 39.09    |
| 4x400 metros detalhes               | Michael Campbell Sanjay Ayre Lansford Spence Davian Clarke JAM Jamaica     | 3:01.81  | Mitchell Potter Ja'Warren Hooker Adam Steele James Davis USA Estados Unidos | 3:01.87  | Arismendy Peguero Carlos Santa Julio Vidal Félix Sánchez DOM República Dominicana | 3:02.02  |
| 110 metros com barreiras detalhes   | Yuniel Hernández CUB Cuba                                                  | 13.35    | Larry Wade USA Estados Unidos                                               | 13.35    | Márcio de Souza BRA Brasil                                                        | 13.45    |
| 400 metros com barreiras detalhes   | Félix Sánchez DOM República Dominicana                                     | 48.19    | Eric Thomas USA Estados Unidos                                              | 48.74    | Dean Griffiths JAM Jamaica                                                        | 49.35    |
| 3000 metros com obstáculos detalhes | Néstor Nieves VEN Venezuela                                                | 8:34.26  | Joël Bourgeois CAN Canadá                                                   | 8:36.78  | Anthony Famiglietti USA Estados Unidos                                            | 8:40.22  |
| 20km marcha atlética detalhes       | Jefferson Pérez ECU Equador                                                | 1:23:06  | Bernardo Segura MEX México                                                  | 1:23:31  | Alejandro López MEX México                                                        | 1:24:33  |
| 50km marcha atlética detalhes       | Gérman Sánchez MEX México                                                  | 4:05:01  | Mário dos Santos BRA Brasil                                                 | 4:07:36  | Luis Fernando García GUA Guatemala                                                | 4:12:14  |
| Maratona detalhes                   | Vanderlei de Lima BRA Brasil                                               | 2:19:08  | Bruce Deacon CAN Canadá                                                     | 2:20:35  | Diego Colorado COL Colômbia                                                       | 2:21:48  |
| Salto em distância detalhes         | Iván Pedroso CUB Cuba                                                      | 8,23m    | Luis Meliz CUB Cuba                                                         | 8,20m    | Víctor Castillo VEN Venezuela                                                     | 7,98m    |
| Salto triplo detalhes               | Yoandri Betanzos CUB Cuba                                                  | 17,26m   | Jadel Gregório BRA Brasil                                                   | 17,03m   | Yoelbi Quesada CUB Cuba                                                           | 16,78m   |
| Salto em altura detalhes            | Germaine Mason JAM Jamaica                                                 | 2,34m    | Jamie Nieto USA Estados Unidos                                              | 2,28m    | Terrance Woods USA Estados Unidos                                                 | 2,22m    |
| Salto com vara detalhes             | Toby Stevenson USA Estados Unidos                                          | 5,45m    | Russ Buller USA Estados Unidos                                              | 5,40m    | Dominic Johnson LCA Santa Lúcia                                                   | 5,40m    |
| Arremesso de peso detalhes          | Reese Hoffa USA Estados Unidos                                             | 20,95m   | Marco Verni CHI Chile                                                       | 20,14m   | Brad Snyder CAN Canadá                                                            | 20,10m   |
| Lançamento de disco detalhes        | Jason Tunks CAN Canadá                                                     | 63,70m   | Frank Casañas CUB Cuba                                                      | 62,61m   | Loy Martínez CUB Cuba                                                             | 61,36m   |
| Lançamento de dardo detalhes        | Emeterio González CUB Cuba                                                 | 81,72m   | Isbel Luaces CUB Cuba                                                       | 80,95m   | Breaux Greer USA Estados Unidos                                                   | 79,21m   |
| Lançamento de martelo detalhes      | Juan Ignacio Cerra ARG Argentina                                           | 75,53m   | James Parker USA Estados Unidos                                             | 74,35m   | Yosvany Suárez CUB Cuba                                                           | 70,24m   |
| Decatlo detalhes                    | Stephen Moore USA Estados Unidos                                           | 7809 pts | Luiggy Llanos PUR Porto Rico                                                | 7704 pts | Yonelvis Águila CUB Cuba                                                          | 7593 pts |

Feminino
| Evento                            | Ouro                                                                               | Ouro     | Prata                                                                     | Prata    | Bronze                                                                              | Bronze   |
| --------------------------------- | ---------------------------------------------------------------------------------- | -------- | ------------------------------------------------------------------------- | -------- | ----------------------------------------------------------------------------------- | -------- |
| 100 metros detalhes               | Lauryn Williams USA Estados Unidos                                                 | 11.12    | Angela Williams USA Estados Unidos                                        | 11.15    | Liliana Allen MEX México                                                            | 11.28    |
| 200 metros detalhes               | Roxana Díaz CUB Cuba                                                               | 22.69    | Cydonie Mothersille CAY Ilhas Cayman                                      | 22.86    | Allyson Felix USA Estados Unidos                                                    | 22.93    |
| 400 metros detalhes               | Ana Guevara MEX México                                                             | 50.36    | Hazel-Ann Regis GRD Granada                                               | 51.56    | Aliann Pompey GUY Guiana                                                            | 52.06    |
| 800 metros detalhes               | Adriana Muñoz CUB Cuba                                                             | 2:02.56  | Marian Burnett GUY Guiana                                                 | 2:03.58  | Christiane dos Santos BRA Brasil                                                    | 2:04.37  |
| 1500 metros detalhes              | Adriana Muñoz CUB Cuba                                                             | 4:09.57  | Mary Jayne Harrelson USA Estados Unidos                                   | 4:09.72  | Mardrea Hyman JAM Jamaica                                                           | 4:10.08  |
| 5000 metros detalhes              | Adriana Fernández MEX México                                                       | 15:30.65 | Nora Rocha MEX México                                                     | 15:40.98 | Nicole Jefferson USA Estados Unidos                                                 | 15:42.40 |
| 10000 metros detalhes             | Adriana Fernández MEX México                                                       | 33:16.05 | Yudelkis Martínez CUB Cuba                                                | 33:55.12 | Bertha Sánchez COL Colômbia                                                         | 33:56.17 |
| 4x100 metros detalhes             | Ara Towns Consuella Moore Allyson Felix Angela Daigle USA Estados Unidos           | 43:06    | Dainelky Pérez Roxana Díaz Virgen Benavides Misleidys Lazo CUB Cuba       | 43:40    | Lacena Golding-Clarke Judyth Kitson Shellene Williams Danielle Browning JAM Jamaica | 43:71    |
| 4x400 metros detalhes             | Me'Lisa Barber Moushaumi Robinson Julian Clay De'Hashia Trotter USA Estados Unidos | 3:27.76  | Naleya Downer Michelle Burgher Novlene Williams Allison Beckford CUB Cuba | 3:27.34  | Maria Almirão Josiane Tito Geisa Coutinho Lucimar Teodoro BRA Brasil                | 3:28.07  |
| 100 metros com barreiras detalhes | Brigitte Foster JAM Jamaica                                                        | 12.67    | Perdita Felicien CAN Canadá                                               | 12.70    | Lacena Golding-Clarke JAM Jamaica                                                   | 12.79    |
| 400 metros com barreiras detalhes | Joanna Hayes USA Estados Unidos                                                    | 54.77    | Daimí Pernía CUB Cuba                                                     | 55.10    | Andrea Blackett BAR Barbados                                                        | 55.24    |
| 20km marcha atlética detalhes     | Victoria Palacios MEX México                                                       | 1:35:16  | Rosario Sánchez MEX México                                                | 1:35:21  | Joanne Dow USA Estados Unidos                                                       | 1:35:48  |
| Maratona detalhes                 | Márcia Narloch BRA Brasil                                                          | 2:39:54  | Mariela González CUB Cuba                                                 | 2:42:55  | Erika Olivera CHI Chile                                                             | 2:44:52  |
| Salto em distância detalhes       | Alice Falaiye CAN Canadá                                                           | 6,43m    | Jackie Edwards BAH Bahamas                                                | 6,41m    | Yargeris Savigne CUB Cuba                                                           | 6,40m    |
| Salto triplo detalhes             | Mabel Gay CUB Cuba                                                                 | 14,42m   | Yuliana Pérez USA Estados Unidos                                          | 13,99m   | Yusmay Bicet CUB Cuba                                                               | 13,90m   |
| Salto em altura detalhes          | Juana Arrendel DOM República Dominicana                                            | 1,94m    | Romary Rifka MEX México                                                   | 1,94m    | Yarianny Argüelles CUB Cuba                                                         | 1,89m    |
| Salto com vara detalhes           | Melissa Mueller USA Estados Unidos                                                 | 4,40m    | Carolina Torres CHI Chile                                                 | 4,30m    | Stephanie McCann CAN Canadá                                                         | 4,20m    |
| Arremesso de peso detalhes        | Yumileidi Cumbá CUB Cuba                                                           | 19,31m   | Elisângela Adriano BRA Brasil                                             | 18,48m   | Fior Vásquez DOM República Dominicana                                               | 18,14m   |
| Lançamento de disco detalhes      | Aretha Hill USA Estados Unidos                                                     | 63,30m   | Anaelys Fernández CUB Cuba                                                | 61,26m   | Yania Ferrales CUB Cuba                                                             | 60,03m   |
| Lançamento de dardo detalhes      | Kim Kreyner USA Estados Unidos                                                     | 60,86m   | Laverne Eve BAH Bahamas                                                   | 60,68m   | Osleidys Menéndez CUB Cuba                                                          | 60,20m   |
| Lançamento de martelo detalhes    | Yipsi Moreno CUB Cuba                                                              | 74,25m   | Yunaika Crawford CUB Cuba                                                 | 69,57m   | Candice Scott TRI Trinidad e Tobago                                                 | 69,06m   |
| Heptatlo detalhes                 | Tiffany Lott-Hogan USA Estados Unidos                                              | 6064 pts | Nicole Haynes CAN Canadá                                                  | 5959 pts | Magalys García CUB Cuba                                                             | 5864 pts |

## Quadro de medalhas do atletismo
| Ordem | País                     | Medalha de ouro | Medalha de prata | Medalha de bronze |     |
| ----- | ------------------------ | --------------- | ---------------- | ----------------- | --- |
| 1     | USA Estados Unidos       | 13              | 11               | 8                 | 32  |
| 2     | CUB Cuba                 | 10              | 10               | 11                | 31  |
| 3     | MEX México               | 6               | 5                | 2                 | 13  |
| 4     | BRA Brasil               | 5               | 5                | 6                 | 16  |
| 5     | JAM Jamaica              | 4               | 2                | 4                 | 10  |
| 6     | CAN Canadá               | 3               | 4                | 3                 | 10  |
| 7     | DOM República Dominicana | 2               |                  | 2                 | 4   |
| 8     | VEN Venezuela            | 1               |                  | 1                 | 2   |
| 9     | ARG Argentina            | 1               |                  |                   | 1   |
|       | ECU Equador              | 1               |                  |                   | 1   |
| 11    | CHI Chile                |                 | 2                | 1                 | 3   |
| 12    | BAH Bahamas              |                 | 2                |                   | 2   |
| 13    | GRN Granada              |                 | 1                | 1                 | 2   |
|       | GUY Guiana               |                 | 1                | 1                 | 2   |
|       | TRI Trinidad e Tobago    |                 | 1                | 1                 | 2   |
| 16    | CAY Ilhas Cayman         |                 | 1                |                   | 1   |
|       | PUR Porto Rico           |                 | 1                |                   | 1   |
| 18    | COL Colômbia             |                 |                  | 2                 | 2   |
| 19    | BAR Barbados             |                 |                  | 1                 | 1   |
|       | GUA Guatemala            |                 |                  | 1                 | 1   |
|       | LCA Santa Lúcia          |                 |                  | 1                 | 1   |
| TOTAL | TOTAL                    | 46              | 46               | 46                | 138 |